# Беверли Хилс (Тексас)
Беверли Хилс (енгл. Beverly Hills) град је у америчкој савезној држави Тексас. По попису становништва из 2010. у њему је живело 1.995 становника.

## Демографија
Према попису становништва из 2010. у граду је живело 1.995 становника, што је 118 (5,6%) становника мање него 2000. године.
| Група             | 2000.       | 2010.         |
| Белци             | 925 (43,8%) | 604 (30,3%)   |
| Афроамериканци    | 226 (10,7%) | 227 (11,4%)   |
| Азијати           | 10 (0,5%)   | 5 (0,3%)      |
| Хиспаноамериканци | 936 (44,3%) | 1.156 (57,9%) |
| Укупно            | 2.113       | 1.995         |